# Сандоваль Иньигес, Хуан
Хуа́н Сандова́ль И́ньигес (исп. Juan Sandoval Íñiguez; род. 28 марта 1933, Яуалика, Мексика) — мексиканский кардинал. Коадъютор епископа Сьюдад-Хуареса с 3 марта 1988 по 11 июля 1992. Епископ Сьюдад-Хуареса 11 июля 1992 по 21 апреля 1994. Архиепископ Гвадалахары с 21 апреля 1994 по 7 декабря 2011. Кардинал-священник с титулом церкви Ностра-Синьора-ди-Гвадалупе-э-Сан-Филиппо-Мартире-ин-Виа-Аурелия с 26 ноября 1994.